# Seznam slovaških kardinalov
Seznam slovaških kardinalov.

## Č
- Ján Černoch (János Csernoch) (Ogrska/Madžarska)

## H
- Juraj Haulík Váralyai (na Hrvaškem)

## K
- Ján Chryzostom Korec (Češko-)Slovaška)

## R
- Alexander Rudnay Divékújfalusi (Ogrska)

## S
- Ján Krstitel Scitovszky (Ogrska)

## T
- Jozef Tomko (Češkoslovaška/Slovaška - Rim)